# Willi-Peter Konzok

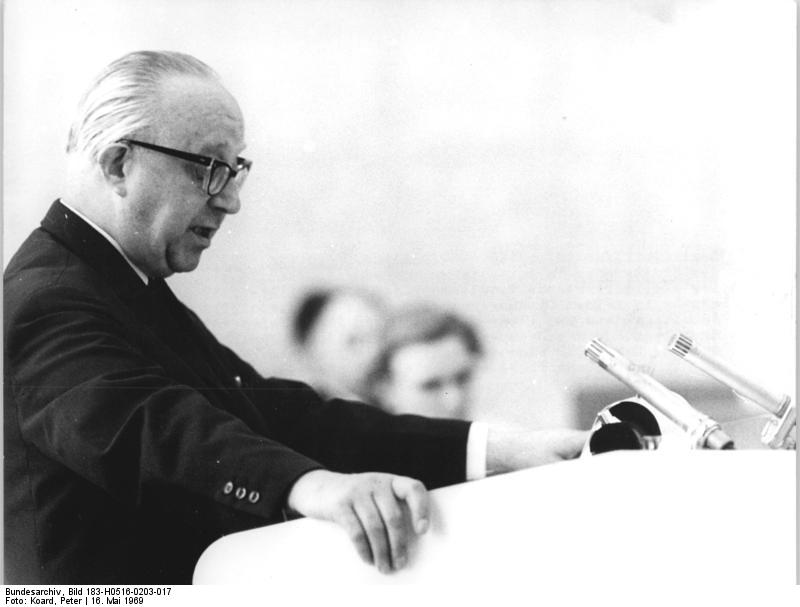
Willi-Peter Konzok (1969)

Willi-Peter Konzok (* 29. Juni 1902 in Breslau; † 26. Juli 1984) war ein deutscher Politiker und mehrere Jahrzehnte lang stellvertretender Vorsitzender der LDPD und Abgeordneter der Volkskammer der DDR. Zeitweilig gehörte er dem Volkskammerpräsidium an.

## Leben
Konzok wurde am 26. September 1902 als Sohn eines Bildhauers in Breslau geboren. Er besuchte die Volksschule in Berlin, das Gymnasium wiederum in seiner Heimatstadt, wo er 1920 sein Abitur ablegte. Bis 1922 absolvierte Konzok eine Ausbildung zum Buchhändler in Leipzig, wo er gleichzeitig bis 1924 Abendsemester in Literatur und Kunstwissenschaften besuchte. Durch dieses Abendstudium konnte er 1924 erfolgreich die Bibliothekarsprüfung ablegen. Danach fand er Anstellung als Setzer und Drucker, blieb dieser Tätigkeit aber nur bis 1926 treu. Gleichzeitig begann er, sich politisch zu engagieren. Konzok wurde 1924 Mitglied der DDP, die er jedoch 1932 nach der Umbildung zur Deutschen Staatspartei wieder verließ, und Mitglied des Gewerkschaftsbundes der Angestellten. Ende der 1920er Jahre kehrte Konzok in seine niederschlesische Heimat zurück. Er vertrat die DDP als Abgeordneter von 1930 bis 1932 im Schlesischen Provinziallandtag. Von 1931 bis 1937 verdiente er als Buchhändler in Bunzlau seinen Lebensunterhalt. Danach arbeitete er bis 1939 wieder in Sachsen, als kaufmännischer Angestellter der Fabrik „Greve & Täschner“ in Dresden. Zunächst als wehrunwürdig eingestuft wurde Konzok dennoch eingezogen und diente bis zum Kriegsende in der Wehrmacht. Er geriet im Mai 1945 in Bayern in amerikanische Kriegsgefangenschaft, wurde jedoch schon im Juni 1945 wieder entlassen.
Konzok kehrte nach Dresden zurück und schloss sich einer Gruppe früherer DDP-Politiker um Hermann Kastner an, die am 6. Juli 1945 in Dresden eine Demokratische Partei Deutschlands gegründet hatten. Konzok stieg in der lokalen sächsischen Hierarchie der kurze Zeit später gegründeten Liberal-Demokratischen Partei schnell auf und vertrat sie von 1948 bis 1950 im Sächsischen Landtag und im Dresdner Stadtrat. In den Jahren 1949 und 1950 bekleidete Konzok das Amt des stellvertretenden Vorsitzenden des LDPD-Landesverbandes Sachsen. Bei der Konstituierung des Nationalrates der Nationalen Front des demokratischen Deutschland am 3. Februar 1950 wurde er Mitglied des Nationalrats.
Im November 1950 wechselte er politisch und beruflich nach Berlin. Er wurde Mitglied der DDR-Regierung und war bis 1955 Staatssekretär, von 1955 bis 1958 stellvertretender Minister für Leichtindustrie. Danach wechselte er zur Staatlichen Plankommission der DDR und wurde Leiter des Sektors Glas-Keramik der Abteilung Bauwesen. Nach einem kurzen Intermezzo im Volkswirtschaftsrat wurde Konzok 1962 Generalsekretär der Vereinigung der Mitgliedsstädte der DDR in der Weltföderation der Partnerstädte. Ab 1963 war er zudem Vizepräsident der Freundschaftsgesellschaft DDR-Afrika. Politisch vertrat Konzok die LDPD ab 1950 als Abgeordneter in der Volkskammer. Dort war er von 1961 bis 1971 Mitglied des Rechts- und Verfassungsausschusses, danach stellvertretender Vorsitzender des Ausschusses für Auswärtige Angelegenheiten. Nach dem Tod seines Parteifreundes Johannes Dieckmann vertrat Konzok von 1969 bis 1983 die LDPD im Präsidium der Volkskammer, bis er wohl aus gesundheitlichen Gründen von diesem Amt zurücktrat. Parteiintern wurde er 1951 auf dem IV. LDPD-Parteitag in Eisenach zum stellvertretenden Vorsitzenden gewählt und blieb dies bis zu seinem Tode im Jahre 1984.

## Ehrungen
- 1955 – Vaterländischer Verdienstorden in Silber
- 1962 – Banner der Arbeit
- 1967 – Vaterländischer Verdienstorden in Gold
- 1970 – Ehrenspange zum Vaterländischen Verdienstorden in Gold
- 1972 – Stern der Völkerfreundschaft[3]
- 1982 – Großer Stern der Völkerfreundschaft[4]